# Линн (округ, Орегон)
Шаблон:StateAbbr_ 44°38′ пн. ш. 123°05′ зх. д. / 44.63° пн. ш. 123.09° зх. д.
Округ  Линн (англ. Linn County) — округ (графство) у штаті  Орегон, США. Ідентифікатор округу 41043.

## Історія
Округ утворений 1847 року.

## Демографія
За даними перепису 
2000 року 
загальне населення округу становило 103069 осіб, зокрема міського населення було 65349, а сільського — 37720.
Серед мешканців округу чоловіків було 50880, а жінок — 52189. В окрузі було 39541 домогосподарство, 28232 родин, які мешкали в 42521 будинках.
Середній розмір родини становив 3,01.
Віковий розподіл населення поданий у таблиці:
| Стать    | До 15 років | 15-21 | 22-29 | 30-39 | 40-49 | 50-65 | 65-85 | Понад 85 |
| -------- | ----------- | ----- | ----- | ----- | ----- | ----- | ----- | -------- |
| Чоловіки | 11278       | 5145  | 4836  | 6999  | 7767  | 8397  | 5802  | 656      |
| Жінки    | 10817       | 4758  | 4770  | 6928  | 7748  | 8672  | 7200  | 1296     |

## Суміжні округи
- Меріон — північ
- Джефферсон — схід
- Дешутс — південний схід
- Лейн — південь
- Бентон — захід
- Полк — північний захід

## Виноски
1. ↑  U.S. Decennial Census. United States Census Bureau. Архів оригіналу за 19 липня 2018. Процитовано 26 лютого 2015.
2. ↑  Historical Census Browser. University of Virginia Library. Архів оригіналу за 11 серпня 2012. Процитовано 26 лютого 2015.
3. ↑  Forstall, Richard L., ред. (27 березня 1995). Population of Counties by Decennial Census: 1900 to 1990. United States Census Bureau. Архів оригіналу за 19 лютого 2015. Процитовано 26 лютого 2015.
4. ↑  Census 2000 PHC-T-4. Ranking Tables for Counties: 1990 and 2000 (PDF). United States Census Bureau. 2 квітня 2001. Архів оригіналу (PDF) за 18 грудня 2014. Процитовано 26 лютого 2015.
5. ↑  State & County QuickFacts. United States Census Bureau. Архів оригіналу за 20 червня 2011. Процитовано 15 листопада 2013.(англ.) Наведено за англійською вікіпедією.
6. ↑  American FactFinder. Бюро перепису населення США. Архів оригіналу за 26 лютого 2012. Процитовано 31 січня 2008.

| США | Це незавершена стаття з географії США. Ви можете допомогти проєкту, виправивши або дописавши її. |